# Ashanti Star
La Ashanti Star era una medaglia di campagna militare inglese coniata per ricompensare quanti avessero partecipato alla quarta guerra anglo-ashanti.

## Storia
La Ashanti Star venne concessa al personale militare britannico e coloniale che avesse preso parte alla quarta guerra anglo-ashanti tra il dicembre del 1895 ed il febbraio del 1896.
Tra le forze militari che ottennero quest'onorificenza vi fu anche il secondo battaglione del West Yorkshire Regiment ed un battaglione composito costituito da 16-26 uomini di ciascuno dei tre reggimenti delle Foot Guards e da otto reggimenti di fanteria. Circa la metà delle truppe impiegate nella guerra vennero reclutate tra le forze del popolo Hausa. Nella campagna presenziarono anche tre infermiere che pure ricevettero la decorazione.

## Descrizione
La medaglia è costituita da una stella di bronzo a quattro punte sul quale è raffigurata sul diritto una croce di Sant'Andrea con un medaglione centrale accompagnato dalla scritta ASHANTI 1896 con una corona imperiale. Il retro della medaglia, in incuso, presenta al centro un medaglione con la scritta "FROM THE QUEEN". Il disegno della medaglia è tradizionalmente attribuito alla principessa Beatrice, figlia minore della regina Vittoria, il cui marito, Enrico di Battenberg, morì di malaria durante la campagna militare.
Il nastro era giallo con una striscia nera per parte.